# Wilhelm Carl Ludwig Supf
Wilhelm Carl Ludwig Supf (* 28. Mai 1803 in Frankfurt am Main; † 15. Mai 1882 ebenda) war ein Lehrer und Politiker der Freien Stadt Frankfurt.
Als Sohn eines Frankfurter Bürgers und Handelsmannes geboren, studierte Supf nach dem Besuch des Frankfurter Gymnasiums Evangelische Theologie und Philologie in Tübingen. Während seines Studiums wurde er 1822 Mitglied der Burschenschaft Germania Tübingen. Er wurde zum Dr. phil. promoviert und war Lehrer in Frankfurt am Main. Am 25. Oktober 1848 wurde er in die Constituierende Versammlung der Freien Stadt Frankfurt gewählt. 1861 bis 1862 gehörte er dem Gesetzgebenden Körper an. 
1862 wurde er als Senator in den Senat der Freien Stadt Frankfurt gewählt, dem er bis zum Ende der Freien Stadt 1866 angehörte.